# Kwartier van Rees
Het kwartier van Rees was een Staats legerkamp dat was gebouwd tijdens het Beleg van 's-Hertogenbosch in 1629 onder leiding van Frederik Hendrik van Oranje. Dit kwartier lag bij Deuteren, aan de Hollandse Dijk, tussen Vught en Engelen. Het was een van de vijf kwartieren die rondom Den Bosch opgericht werden tijdens de belegering. Willem Pijnssen, gouverneur van Rees had de leiding over het kwartier. 
In de nabijheid van het kwartier lagen nog twee forten. De Boerenschans lag ten noordoosten van het kwartier. Dit fort lag op de plaats waar nu de afslag 's-Hertogenbosch-West is op de A 59. Een ander fort (Pijnssens Fort) lag waar nu de Helftheuvelpassage te vinden is.
Frederik Hendrik van Oranje was bezig met het aanleggen van de circumvallatielinie rondom 's-Hertogenbosch. Begin mei was de linie aan deze zijde nog niet klaar. Zodoende konden 800 Spaanse soldaten vanuit Breda via deze plek de stad bereiken, hetgeen een welkome versterking was voor Den Bosch.